# Eduardo Casanova (Schauspieler)

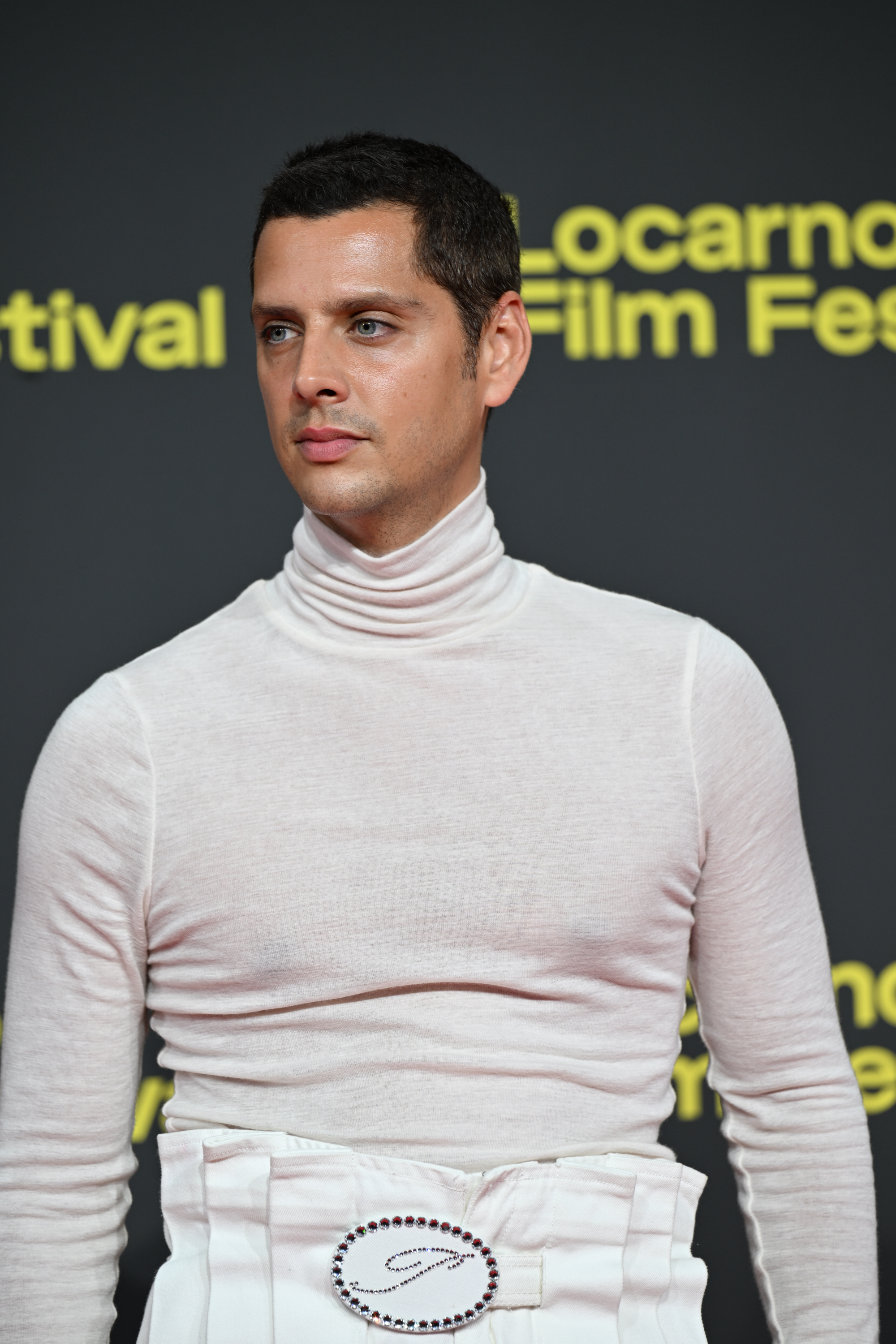
Casanova (2025)

Eduardo Casanova Valdehita (* 21. März 1991 in Madrid) ist ein spanischer Filmschauspieler, Regisseur und Drehbuchautor, der unter anderem für seinen preisgekrönten Spielfilm Pieles – Du kannst nicht aus deiner Haut bekannt ist.

## Leben und Wirken
Casanova hatte seinen ersten Auftritt als Schauspieler in der Comedyserie Aída im Jahr 2005, bis 2014 spielte er in der Serie in über 230 Folgen die Rolle des Fidel Martínez. 2007 spielte er in der spanischen Kinoproduktion Chuecatown eine kleine Nebenrolle, bevor er 2012 im Kinofilm Del lado del verano in einer Hauptrolle zu sehen war. In der zweiten Staffel von Gym Tony spielte er im Jahr 2015 ebenfalls eine Hauptrolle. 2019 war er in zwei Folgen von Blumige Aussichten zu sehen.
Seine ersten Veröffentlichungen als Drehbuchautor und Regisseur erfolgten 2006 mit dem Kurzfilm Ansiedad. Im Jahr 2017 feierte Pieles – Du kannst nicht aus deiner Haut auf der Berlinale seine Premiere und wurde dort unter anderem für den Teddy Award nominiert. Nach dem großen Erfolg von Pieles – Du kannst nicht aus deiner Haut sicherte Netflix sich die Vertriebsrechte und übernahm den internationalen Vertrieb. Seit 2020 führte er Regie in der spanischen Serie #Luimelia, für die er auch als Executive Producer tätig ist.
Daneben führte er Regie in Werbespots für Vogue, Dipper, Tuenti und weitere und war als Theaterschauspieler unter anderem in Adaptionen von Der kleine Prinz und The Hole, basierend auf dem gleichnamigen Roman von Guy Burt zu sehen.

## Filmografie (Auswahl)

### Als Schauspieler
- 2004–2015: Aída (Fernsehserie, 232 Folgen)
- 2007: Chuecatown
- 2012: Del lado del verano
- 2015: My Big Night (Mi Gran Noche)
- 2015: Gym Tony (Fernsehserie, 99 Folgen)
- 2016: Paquita Salas (Fernsehserie, eine Folge)
- 2017–2018: Dorien (Fernsehserie, drei Folgen)
- 2018: Arde Madrid (Fernsehserie, eine Folge)
- 2019: Blumige Aussichten (La Casa de las Flores, Fernsehserie, zwei Folgen)
- 2020: Jemand muss sterben (Alguien tiene que morir, Miniserie, drei Folgen)

### Als Regisseur und Drehbuchautor
- 2009: Ansiedad (Kurzfilm)
- 2013: Amor de madre (Kurzfilm)
- 2015: Eat My Shit
- 2016: Fidel
- 2017: Pieles – Du kannst nicht aus deiner Haut (Pieles)
- 2020: #Luimelia (Fernsehserie, nur Regie)

## Auszeichnungen
SXSW Film Festival 2016
- Nominierung für den Grand Jury Award für Eat My Shit

Internationale Filmfestspiele Berlin 2017
- Nominierung für den Teddy Award für Pieles – Du kannst nicht aus deiner Haut
- Nominierung in der Kategorie Bester Erstlingsfilm für Pieles – Du kannst nicht aus deiner Haut

Festival de Málaga Cine en Español 2017
- Preisträger des Silbernen Biznaga in der Kategorie Sonderpreis der Jury für Pieles – Du kannst nicht aus deiner Haut
- Nominierung für den Goldenen Biznaga in der Kategorie Bester Spanischer Spielfilm für Pieles – Du kannst nicht aus deiner Haut